# Cañadón Perdido
Cañadón Perdido (también conocido como Campamento Cañadón Perdido) era una localidad argentina del departamento Escalante, Provincia del Chubut. Se sitúa en las coordenadas 45°43'00"S 67°37'00", sobre la Ruta Provincial 36, a 39 km de Comodoro Rivadavia. También era un yacimiento petrolífero muy importante de Yacimientos Petrolíferos Fiscales.
El pueblo, aun vivo, fue transitado por el guionista Héctor Germán Oesterheld (autor entre otros trabajos de El Eternauta) durante sus practicas de su carrera de geología. El poblado le sirvió de inspiración para utilizarlo en una de sus historietas.

## Toponimia
La denominación campamento es una forma de aludir a estas localizaciones urbanas en virtud de un análisis comparativo, dado que fueron administradas desde una unidad central próxima o distante al emplazamiento urbano original. El nombre es también el resultado de un accidente geográfico de región que sitúa estos cañadones en terrenos poco accesibles y entre los cerros de la Meseta patagónica.

## Geografía
Se ubica a 445 m s. n. m., en plena meseta patagónica. En invierno, son frecuentes las nevadas. También, hay registros de grandes nevadas y temporales ocurridos en inviernos de los años 1950 y 1960.

## Historia
El paraje nació como un campamento petrolero hacia 1928, junto con otros sitios como Pampa del Castillo, Manantiales Behr, Restinga Alí, Escalante, El Trébol, entre otros. El motivo del establecimiento del poblado fue mantener concentraciones obreras cercanas a las fuentes de explotación. Al poco tiempo se volvió un yacimiento petrolífero importante para Yacimientos Petrolíferos Fiscales, donde habitaban obreros provenientes de provincias como Catamarca, La Rioja y algunas otras. La empresa estatal fue reemplazando aquellas antiguas y voladizas carpas de lona improvisadas al borde de la boca de pozo Y llevó a los campamentos a transformarse en verdaderos pueblos.
Desde los primeros tiempos de los campamentos el cine estuvo presente. En espacios como los clubes, galpones, comedores o salones sociales YPF desarrollaba intensas jornadas de proyección fílmica. Su auge se daría desde la década de 1940. Los campamentos eran visitados por camiones que tenían en la caja bastidores recubiertos de arpillera, con afiches pegados y grandes caracteres pintados a la tiza, convocando a los vecinos al estilo de viejos buhoneros. Todos los cines poseían separaciones gregarias. Al pullman iban los jerárquicos y a la platea los subordinados. Las proyecciones tenían contenido ideológico nacionalista favorable al periodo peronista, sin matices del conflicto social en su gran mayoría.
El Campamento era visitado por el carnicero o el verdulero, ambos de YPF, dos veces por semana. Cada habitante compraba lo que deseaba. Además, había vendedores particulares como pescadores: vendedores de masas dulces, como rosquitas, tortas y las traía en su canastita y hasta se daban cita aquí comerciantes con mercaderías variadas como heladerías que llegaban desde Comodoro, todos los días.
Como muchos otros campamentos del área, poseía proveedurías, restaurante (denominado "La Fonda"), hoteles, comercios, lugares de entretenimiento (como cines), policía, centros de salud, escuela, etc.. La localidad también poseía notable vinculación con sus campamentos hermanos de la zona Escalante, Manantiales Behr, Campamento El Tordillo, Pampa del Castillo y El Trébol, los principales de la empresa; además de mantener contacto con otros campamentos de empresas privadas. Los medios para estos realizar encuentros de «Intercampamentos» eran una cancha y un equipo de fútbol conformado por trabajadores de la empresa, se ofrecían espectáculos deportivos y musicales. El encuentro futbolístico era tan esperado que hasta se conformó un Clásico con el equipo de Manantiales Behr.
La importancia de los clubes deportivos en los campamentos petroleros era canalizar las expectativas de participación del personal de la empresa. Estos al estar impedidos de participar de las decisiones políticas que estaban en manos de la empresa, debían canalizarse en alguna otra dirección. Entre 1915 y 1946 se crearon más de 20 clubes en distintos campamentos. Asimismo, los clubes no sólo concentraban la atención deportiva, sino que también eran ámbito propicio para el desarrollo de bailes en sus instalaciones y reuniones sociales.
El ambiente según sus propios habitantes fue de índole paradisíaco con una empresa que proveía todo en un tan familiar. Además, un colectivo vinculaba el campamento con Comodoro Rivadavia tres veces a la semana. También existía un parque de diversiones y una ermita que poseía la imagen de la Virgen del Valle de Catamarca.
Según informaciones aportadas por un censo de trabajadores de los yacimientos estatales de Comodoro Rivadavia, en 1962, la composición de la mano de obra mostraba un aumento relativo del número de nacionales, que había crecido hasta constituir el 21,3% de la población.
Hacia fines de la década de 1960 y principios de la década de 1970, el campamento fue levantándose lentamente, provocando que los obreros se muden a nuevos barrios de la Zona Norte de Comodoro Rivadavia, Caleta Olivia y Cañadón Seco donde se le cedían terrenos nuevos. Hoy en día, sólo quedan los restos esta localidad en un sitio abandonado. También fueron desmanteladas las chapas de las casas para la constricción de las nuevas viviendas, dejando el paisaje más despoblado.
Ante el desarme de la localidad sus habitantes, ya radicados en Comodoro, deciden continuar con su estilo de vida y el 5 de abril de 1969 la unión con el club Laprida. La fusión pasó a llamarse Laprida Unión Cañadón Perdido. Luego el 17 de marzo de 1979 pasó a fusionarse con Oeste Juniors con lo que se llamaría Laprida del Oeste.
En su auge el pueblo contó con comercios, gamelas, numerosas edificaciones, línea de transporte, club deportivo, etc. Hoy sólo quedan ruinas de lo que fue alguna vez un pueblo.
En el año 2000, se volvió a comenzar con la extracción de petróleo. Es operado tanto por YPF, como por Enap Sipetrol.

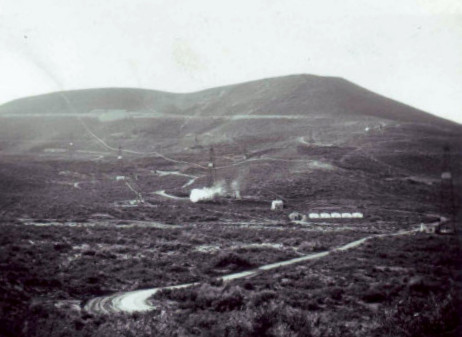
Vista del Campamento Cañadón Perdido en sus inicios con torres petroleras

## Galería

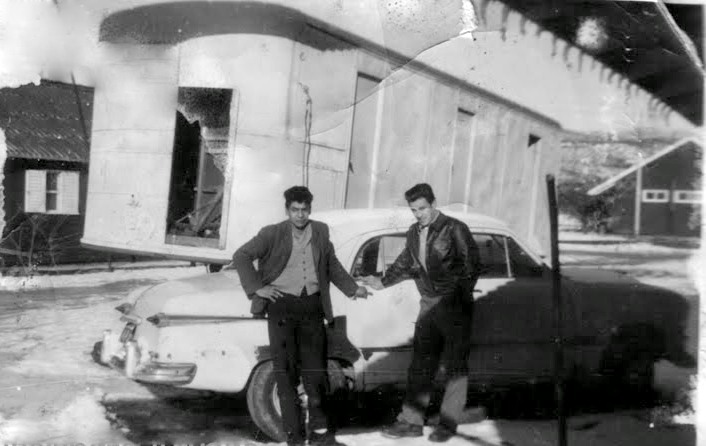
El pueblo en los cincuenta
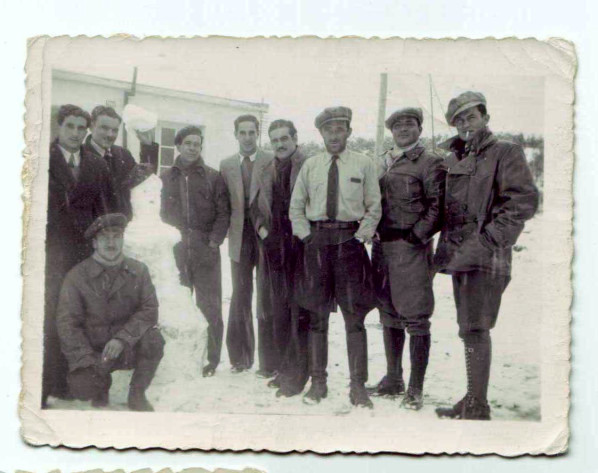
Personal técnico y jerárquico de YPF en Cañadón Perdido
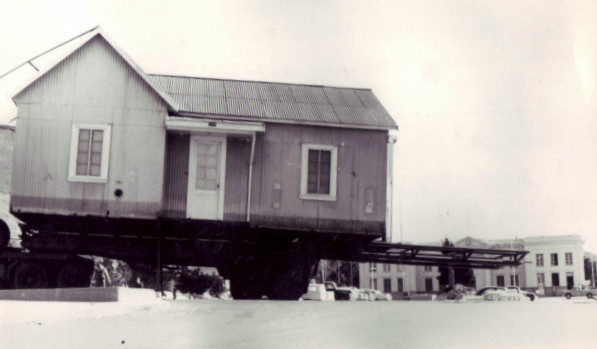
Casa de chapa desarticulada de los campamentos y puesta a la venta en la administración de YPF
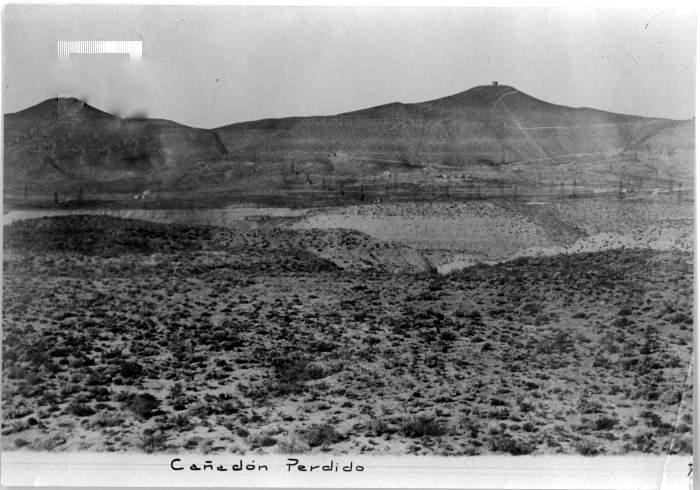
Vista amplia del yacimiento en sus primeros años. A lo lejos se divisa valle C